# Fünfundzwanzig Selige der griechisch-katholischen Kirche der Ukrainer
Die Fünfundzwanzig Seligen der griechisch-katholischen Kirche der Ukrainer, stellvertretend und namentlich mit dem Seligen Mykolaj Tscharnezkyj benannt, wurden am 27. Juni 2001 von Papst Johannes Paul II., im Rahmen einer Byzantinisch-Slawischen Liturgie, in Lemberg als Märtyrer und Selige der Griechisch-Katholischen Kirche der Ukrainer verkündet. Zu den Seligen zählen acht Bischöfe, 13 Priester, drei Ordensfrauen und ein Laie. Am 26. Juni 2001 hatte der Papst bereits zwei Lemberger Geistliche der Lateinischen Kirche seliggesprochen.

## Geschichte
Nach der Februarrevolution 1917 und dem Sturz der Zarenregierung wählte der Ukrainische Nationalkongress einen obersten Rat, der am 20. November 1917 die Unabhängigkeit der Ukraine proklamierte. Als die Oktoberrevolution beendet war, rief der Zentralrat eine Autonomie aus. Am 22. Januar 1918 wurde die volle Selbstständigkeit als Ukrainische Volksrepublik – Ukrajinska Narodna Respublika (UNR) ausgerufen.

### Nach dem Ersten Weltkrieg
Nach dem Ende des Ersten Weltkrieges 1918 und dem Abzug der deutschen und österreichisch-ungarischen Truppen herrschte in den Jahren 1919 und 1920 wieder Bürgerkrieg, den letztlich die Bolschewiken für sich entschieden. Im ehemaligen Galizien bildete sich die Westukrainische Volksrepublik, deren Hauptstadt nacheinander Lemberg, Ternopil und Stanislawiw (heute Iwano-Frankiwsk) waren. 1921 verlor die Westukrainische Volksrepublik den Krieg gegen Polen und musste kapitulieren. 1922 wurde die Ukrainische Sozialistische Sowjetrepublik offiziell Teil der neu gegründeten Sowjetunion. Mit den neuen Machthabern begann ab 1922 die systematische Bekämpfung der Griechisch-Katholischen Kirche in der Ukraine. Das Ziel der Sowjets war die Verschmelzung der mit Rom unierten Griechisch-Katholischen Kirche mit der Russisch-Orthodoxen Kirche. Es folgte zwischen 1922 und 1939 eine Verhaftungswelle gegen alle katholischen Bischöfe, Priester, Ordensleuten und Laien.

### Zweiter Weltkrieg
Während der deutschen Besetzung im Zweiten Weltkrieg stand das Land unter deutscher Zivilverwaltung. Über eine Million Ukrainer, darunter auch viele Geistliche, wurden zur Zwangsarbeit Richtung Deutschland deportiert. Ukrainische Bücher und Zeitschriften wurden nicht mehr zum Druck zugelassen, einige wenige noch erlaubte Zeitungen wurden streng zensiert. Es kam während des Kriegsverlaufes zu mehreren Machtwechseln zwischen russischen und deutschen Truppen, beide Besatzungsmächte verfolgten die Christen in der Ukraine.

### Nach dem Zweiten Weltkrieg
Schon vor dem Ende des Zweiten Weltkrieges kam es ab 1943 zu starkem Widerstand gegen die Sowjetherrschaft. Die Ukrainischen Nationalisten verloren nach Kriegsende einen weiteren Krieg gegen die Sowjetarmee, in dessen Folge rund 300.000 Ukrainer nach Sibirien deportiert wurden.
Nach der Rückeroberung der Westukraine durch die Sowjetunion in den Jahren 1944/45 versuchten die sowjetischen Besatzer erneut die Russisch-Orthodoxe Kirche und die mit Rom unierte Griechisch-katholische Kirche der Ukraine gewaltsam zu vereinigen. Das führte zu Auflösungen katholischer Orden, Zwangsenteignungen von Klöstern und schließlich zur Massenverhaftung von katholischen Christen, Priestern, Mönchen, Nonnen und allen Bischöfen. Viele Personen wurden nach Sibirien verschleppt und starben in der Gefangenschaft, einige wenige wurden in den Jahren 1955–56 aus der Haft entlassen oder ins Exil verbannt und starben an den Folgen von Foltern und Folgeerkrankungen.

## Die fünfundzwanzig ehrwürdigen Diener Gottes
Am 27. Juni 2001, während seines Besuchs in Lemberg, gab Papst Johannes Paul II. die Namen der Ehrwürdigen Diener und Dienerinnen Gottes der griechisch-katholischen Christen der Ukraine bekannt. In seiner Predigt zur Seligsprechung führte der Heilige Vater aus:

„Die Diener Gottes, die heute in das Verzeichnis der Seligen eingeschrieben werden, stehen stellvertretend für alle Mitglieder der kirchlichen Gemeinschaft: unter ihnen waren Bischöfe und Priester, Ordensmänner, Ordensfrauen und Laien. Sie wurden auf verschiedene Weise vonseiten der Anhänger der unheilvollen Ideologien des Nationalsozialismus und des Kommunismus auf die Probe gestellt. Im Wissen um die Leiden, denen diese treuen Jünger Christi ausgesetzt waren, brachte mein Vorgänger Pius XII. mit sorgenvoller Anteilnahme seine Solidarität zum Ausdruck mit allen, »die im Glauben ausharren und den Feinden des Christentums mit derselben unbezwingbaren Stärke widerstehen, mit der sie seinerzeit deren Vorfahren Widerstand leisteten«“

Der Papst erinnerte auch an das Apostolische Schreiben Orientales ecclesias, in dem bereits Papst Pius XII. (1939–1958) auf den Mut hinwies, mit denen die Oberhirten seinerzeit Widerstand leisteten und dem Papst treu verbunden blieben.
Die seligen Frauen und Männer sind:
- Bischof Mykolaj Tscharnezkyj CSsR (* 14. Dezember 1884; † 2. April 1959), war zunächst Ordenspriester der Redemptoristen. Er war Missionar und wurde, in Anerkennung seiner erfolgreichen Missionsarbeit, von Papst Pius XI. (1922–1939) zum Titularbischof ernannt. Er wurde 1945 verhaftet und 1946 zur Zwangsarbeit in Sibirien verurteilt. 1957 wurde er aus der Gefangenschaft entlassen und verstarb am 2. April 1959 in Lemberg. Der 2. April wurde als gemeinsamer kirchlicher Gedenktag für die fünfundzwanzig Seligen festgelegt.[1]

- Pater Leonid Feodorow MSU (* 4. November 1879; † 7. März 1935) war 1902 vom russisch-orthodoxen Glauben zur römisch-katholischen Kirche konvertiert und 1911 zum Priester geweiht worden. In Bosnien schloss er sich dem Studitenorden an und kehrte 1913 in seine Geburtsstadt Sankt Petersburg zurück. Hier wurde er verhaftet und 1917 wieder entlassen. 1917 wurde er zum Exarch der russisch-katholischen Kirche ernannt. 1923 wurde er erneut in Haft genommen und auf die Insel Solowezky im Weißen Meer in das zum Gefängnis umgebaute Solowezki-Kloster verbannt. Später wurde er nach Wladimir (Russland) verlegt. Zwei Jahre nach dieser Haftzeit verstarb er infolge der erlittenen Qualen. Der Metropolit der Ukraine Andrej Scheptyzkyj OSBM hatte bereits 1939 den Seligsprechungsprozess eingeleitet.

- Pfarrer Mykola Konrad[2] (* 16. Mai 1876; † 26. Juli 1941) war Hochschullehrer an der Theologischen Akademie in Lemberg und Seelsorger. Er wurde in den Wäldern bei Birok, nahe der Stadt Stradch bei Lemberg, erschossen.

- Wolodymyr Pryjma[3] (* 17. Juli 1906; † 26. Juni 1941) wurde zusammen mit Mykola Konrad erschossen, den er während einer Kommunionsverteilung begleitet hatte.

- Pfarrer Andrij Ischtschak[4] (* 23. September 1887; † 26. Juni 1941) wurde als Pfarrer des Lemberger Stadtteils Sychiw von sowjetischen Soldaten, die sich auf dem Rückzug befanden, erschossen.

- Pater Sewerian Baranyk OSBM (18. Juli 1889; † 26. Juni 1941) war Prior des Basilianerklosters Drohobytsch und Pfarrseelsorger. Er wurde 1939 vom sowjetischen Geheimdienst überwacht und 1941 inhaftiert. Deutsche Truppen fanden beim Vormarsch 1939 im Gefängnis von Drohobytsch nur Tote, die Leiche von Pfarrer Baranyk wurde nicht eindeutig identifiziert.

- Pater Jakym Senkiwskyj OSBM[5] (* 2. Mai 1896; † 29. Juni 1941) war Pfarrer und Dozent der Theologie. Er war Prior im Kloster Drohobytsch und erlitt das gleiche Schicksal wie sein Mitbruder Pater Baranyk.

- Pater Synowij Kowalyk CSsR[6] (* 18. August 1914; † 1941) war Ordenspriester der Redemptoristen und wurde am 20. Dezember 1940 verhaftet. Er wurde vor dem Rückzug der sowjetischen Truppen im Lemberger Gefängnis Bryhidky zusammen mit anderen Gefangenen erschossen. Es wurde auch überliefert, dass er an einer Wand gekreuzigt worden sei.

- Schwester Tarsykija Mazkiw[7] (* 23. März 1919; † 17. Juli 1944) war eine Ordensschwester der Genossenschaft der Dienerinnen Mariens der Unbefleckten. Sie wurde im damals polnischen Krystonopil (heute Tscherwonohrad in der Ukraine) in ihrem Kloster durch einen sowjetischen Soldaten erschossen.

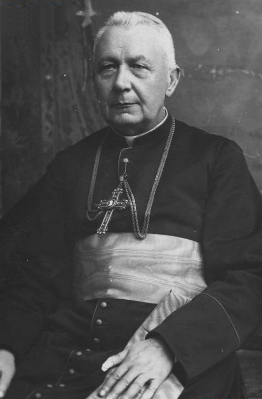
Sel. Bischof Hryhorij Chomyschyn

- Bischof Hryhorij Chomyschyn (* 25. März 1867; † 17. Januar 1947) war Bischof von Stanislau, er wurde 1939 beim Einmarsch der russischen Truppen und erneut 1945 bei deren Rückzug inhaftiert. Er starb infolge der schweren Folterungen in einem Gefängnis in Kiew.

- Pater Witaliy Bairak OSBM[8] (* 24. Februar 1907; † 1946) wurde 1941 Ordensoberer der Basilianer des hl. Josaphat und folgte seinem Vorgänger Jakym Senkiwskyj, der bereits 1941 als Märtyrer starb. Am 17. September 1945 wurde er von den Sowjets festgenommen und vor ein Gericht gestellt. Ihm wurde zur Last gelegt, Schriften gegen den Kommunismus verfasst zu haben. Das Urteil lautete acht Jahre Gefangenschaft.

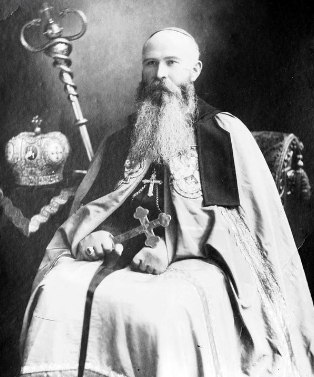
Sel. Bischof Josaphat Kocylovskyj

- Bischof Josaphat Kocylovskyj OSBM (* 3. März 1876; † 17. November 1947) war Bischof von Przemyśl, er wurde nach kurzer Haft von September 1945 – Februar 1945 entlassen. 1946 wurde er erneut gefangen genommen und in Kiew inhaftiert. Trotz seiner schweren Erkrankung verschleppte man ihn in das Besserungslager Capaivca. Der gewaltsame Versuch, ihn zur russisch-orthodoxen Kirche zu konvertieren, endete mit seinem Tod.

- Bischof Nicetas Budka (* 7. Juni 1877; † 1. Oktober 1949) starb im Lagerhospital Karadzar in Kasachstan. Am 14. Oktober 1912 wurde er zum ersten Apostolischen Exarch von Kanada für die Ukrainischen Griechisch-Katholischen Kirche in Kanada ernannt. Er kehrte 1928 als Kanoniker an der Kathedrale von Lemberg zurück. 1945 wurde er verhaftet und zu acht Jahren Zwangsarbeit nach Sibirien deportiert. Nach vierjähriger Leidenszeit starb er.

- Erzpriester Roman Lysko[9] (* 14. August 1914; † 14. Oktober 1949) war Erzpriester von Lemberg und Pfarrer in Belzets. Er wurde eingekerkert und gezwungen, zur russisch-orthodoxen Kirche überzutreten. An den Folgen der Folterungen starb er im Gefängnis von Lemberg.

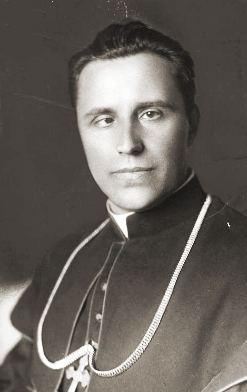
Sel. Bischof Hryhory Lakota

- Bischof Hryhorij Lakota (* 31. Januar 1883; † 12. November 1950) war Titularbischof von Daonium und Weihbischof in Przemyśl-Warschau. 1940 geriet er in die kommunistische Gefangenschaft und wurde nach Sibirien verschleppt. Er starb im sibirischen Lager Abez.

- Archimandrit Klymentij Scheptyzkyj MSU[10] (auch Clement Sheptytsky; * 17. November 1869; † 1. Mai 1951) war der jüngere Bruder des Metropoliten Andrej Scheptyzkyj. Er war Generalsuperior der Studitenmönche in der Ukraine und Prior des Klosters Uniw. Ihm warf man 1947 antisowjetische Aktionen und Zusammenarbeit mit dem vatikanischen Ausland vor. Er wurde verhaftet und im Alter von 77 Jahren zu acht Jahren Zwangsarbeit verurteilt. Er starb in einem russischen Gefängnis in Wladimir.

- Pfarrer Mykola Zehelskyj[11] (* 17. Dezember 1896; † 25. Mai 1951) war vor seiner Priesterschaft verheiratet und Vater von vier Kindern. Er war Seelsorger in Lemberg und wurde am 28. Oktober 1946 verhaftet und zu zehn Jahren Lagerhaft verurteilt. Er starb im Lager Javas in Moldawien.

- Schwester Olympia Olha Bida[12] (* 1903; † 28. Januar 1952) war eine Angehörige der „Genossenschaft der Schwestern vom Heiligen Josef“ und arbeitete als Gemeindeschwester in Zebliw (Oblast Lemberg). Seit 1945 arbeitete sie im Untergrund und wurde zusammen mit ihrer Mitschwester Lewkadia Herasymiw 1950 verhaftet. Am 27. Mai 1950 verurteilte man sie wegen antisowjetischer Agitation zur Zwangsarbeit und verbrachte sie nach Sibirien. Sie verstarb dort im Lager Charsk.

- Pater Iwan Sjatyk CSsR[13] (* 26. Dezember 1899; † 17. Mai 1952) starb im Krankenhaus des Gefangenenlagers Oserlag bei Irkutsk. 1948 wurde der amtierende Provinzial der Redemptoristen von den russischen Machthabern ausgewiesen und Ivan Ziatysk übernahm die Leitung der Ordensprovinz. Er wurde von Erzbischof und Metropoliten Andrej Scheptyzkyj zum Generalvikar der griechisch-katholischen Kirche in der Ukraine ernannt. Am 5. Januar 1950 wurde Sjatyk gefangen genommen und wegen der Zugehörigkeit zu den Redemptoristen zu zehn Jahre Zwangslager verurteilt.

- Schwester Lawrentia (Lewkadia) Herasymiw[14] (* 30. September 1911; † 28. August 1952) war, wie ihre Mitschwester Olympia Olha Bida, Angehörige der Genossenschaft der Schwestern vom Heiligen Josef. Gemeinsam wurden sie im April 1950 verhaftet. Sie verstarb im Lager Charsk an den Folgen einer Tuberkulose.

- Pater Petro Werhun (* 18. November 1890; † 7. Februar 1957) war 1940 von Papst Pius XII. (1939–1958) zum Apostolischen Visitator für alle katholischen Ukrainer im Deutschen Reich ernannt worden. Er wurde am 22. Juni 1945 entführt und erst 1952 auf freien Fuß gesetzt. Er starb an den Folgen der Misshandlungen.

- Pfarrer Oleksyj Saryzkyj[15] (* 1913; † 30. Oktober 1963) war Pfarrer in Stutyn und Sarwanyzja. Er wurde 1948 zum ersten Mal zu acht Jahren Verbannung nach Karaganda in Kasachstan verurteilt. Nach seiner Freilassung 1956 arbeitete er in Karaganga im Untergrund als Seelsorger und wurde 1962 aufgegriffen. Man verurteilte ihn nun zu zwei Jahren Gefängnis und sperrte ihn in das Lager Dolinka, hier starb er im Lagerkrankenhaus.

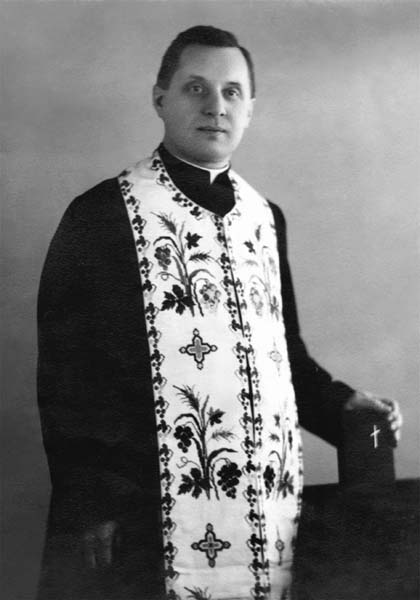
Sel. Bischof Symeon Lukatsch

- Bischof Symeon Lukatsch (* 7. Juli 1893; † 22. August 1964) wurde 1945 nach der Verhaftung des ukrainischen Episkopats zum Geheimbischof[16] geweiht. Am 26. Oktober 1949 wurde er inhaftiert und zu zehnjähriger Haft verurteilt und nach Krasnojarsk (Sibirien) verschleppt. 1955 konnte er das Lager verlassen und begann mit der geheimen Seelsorge. Er wurde 1962 erneut zur Zwangsarbeit verurteilt. Er erkrankte im März 1964 und wurde freigelassen, schon kurz danach verstarb er.

- Bischof Wassyl Welytschkowskyj CSsR (* 1. Juni 1903; † 30. Juni 1973) war Ordenspriester der Redemptoristen. 1942 wurde er Superior des Redemptoristenklosters in Ternopil und am 11. April 1945 verhaftet. Er wurde zu zehn Jahren Haftstrafe in das Arbeitslager Workuta in Sibirien verbracht. 1955 erfolgte die Freilassung nach Lemberg, hier wurde er 1959 zum „Geheimbischof“ ernannt und 1963 geweiht. Nach einer erneuten Inhaftierung und Verbannung wurde er am 27. Januar 1972 freigelassen, zuvor hatte man ihm eine Giftinjektion mit Langzeitwirkung injiziert. Nach der Auswanderung nach Kanada verstarb er in Winnipeg.

- Bischof Iwan Slesjuk (* 14. Januar 1896; † 2. Dezember 1973) wurde 1945 gemeinsam mit Symeon Lukatsch zum geheimen Bischof der Ukraine geweiht. Im Juni 1945 nahm man ihn fest und verurteilte ihn zu zehn Jahren Haft. Am 15. November 1954 wurde er freigelassen und erneut am 22. Oktober 1962 verhaftet. Der Vorwurf lautete auf staatsfeindliche religiöse Tätigkeiten und wurde mit einer fünfjährigen Haft bestraft. Nach seiner Freilassung lebte er ab 1968 in Iwano-Frankowsk und wurde dort von den Polizeibehörden mehrmals und immer wieder vorgeladen. Ein plötzlicher Schwächeanfall, der ihn während eines solchen Verhörs überraschte, führte dann zum Tod.